# Le Paradis
Le Paradis is een Frans-Belgische coming of agefilm uit 2023, geregisseerd en mede geschreven door Zeno Graton in zijn regiedebuut.

## Verhaal
Joe is zeventien jaar oud en wordt binnenkort vrijgelaten uit de gesloten jeugdinrichting. Als de rechter zijn vrijlating goedkeurt, zal hij zelfstandig gaan wonen. Hij komt William, een nieuweling tegen die naar de volgende cel verhuist. Na een verlegen ontmoeting worden ze verliefd op elkaar. Als ze kiezen voor een gemeenschappelijke toekomst moeten ze samen opnieuw de wet overtreden.

## Rolverdeling
| Acteur               | Personage |
| -------------------- | --------- |
| Khalil Gharbia       | Joe       |
| Julien de Saint-Jean | William   |
| Amine Hamidou        | Fahd      |
| N'landu Lubansu      | Yanis     |
| Samuel Di Napoli     | César     |
| Eye Haïdara          | Sophie    |
| Laurence Oltuski     | rechter   |
| Jonathan Couzinié    | Ilyas     |

## Productie
De filmopnames begonnen op 4 oktober 2021 in de jeugdinstelling institution publique de protection de la jeunesse (IPPJ) in Fraipont (Wallonië) en op campus De Zande in Ruiselede (Vlaanderen) en eindigden op 23 november.

## Release en ontvangst
Le Paradis ging op 19 februari 2023 in première op het Internationaal filmfestival van Berlijn in de sectie Generation 14plus. De film kreeg overwegend positieve kritieken van de filmcritici, met een score van 3,4/5 op Allociné, gebaseerd op 12 beoordelingen. De film kreeg op de 13e Magritte du cinéma-uitreiking zes nominaties voor de Magrittes du cinéma.

## Prijzen en nominaties
De belangrijkste:
| Jaar | Prijs              | Categorie                   | Genomineerde(n)  | Uitslag     |
| ---- | ------------------ | --------------------------- | ---------------- | ----------- |
| 2024 | Magritte du cinéma | Beste film                  | Beste film       | Genomineerd |
| 2024 | Magritte du cinéma | Beste regisseur             | Zeno Graton      | Genomineerd |
| 2024 | Magritte du cinéma | Beste debuutfilm            | Beste debuutfilm | Genomineerd |
| 2024 | Magritte du cinéma | Beste jong mannelijk talent | Amine Hamidou    | Genomineerd |
| 2024 | Magritte du cinéma | Beste jong mannelijk talent | N'Landu Lubansu  | Genomineerd |
| 2024 | Magritte du cinéma | Beste scenario of bewerking | Zeno Graton      | Genomineerd |